# Pete de Freitas
Peter Louis Vincent de Freitas (2 de agosto de 1961 - 14 de junio de 1989) fue un músico y productor inglés. Fue el baterista de Echo & the Bunnymen, y actuó en sus primeros cinco álbumes.

## Biografía
De Freitas nació en Puerto España, Trinidad y Tobago, y fue educado por los benedictinos en Downside Escuela en Somerset, sudoeste de Inglaterra. Su padre, Denis, era un abogado de derechos de autor. Se unió a Echo & The Bunnymen en 1979, reemplazando a una caja de ritmos.
Fundó, produjo y tocó la batería bajo el nombre de Louis Vincent en el primer sencillo de The Wild Swans "The Revolutionary Spirit" en 1982 para el sello Zoo Records.
En 1985, de Freitas temporalmente dejó la banda. Pasó varios meses en Nueva Orleans, mientras intentaba para formar un grupo nuevo, The Sex Gods. En 1987 regresó a los Bunnymen para grabar su quinto álbum, aunque solo como miembro a tiempo parcial.  Se casó el mismo año y su hija Lucie Marie nació en 1988.
Murió en un accidente de motocicleta en 1989 a la edad de 27 años, camino a Liverpool desde Londres. Viajaba en una motocicleta Ducati de 900 cc en la carretera A51 en Longdon Green, Staffordshire y colisionó con un vehículo motorizado aproximadamente a las 16:00 horas. Sus cenizas están esparcidas en Goring-on-Thames.
Sus hermanas Rose y Rachel fueron miembros fundadores de la banda The Heart Throbs. Su hermano Frank es el bajista de The Woodentops.